# Rhinopoma macinnesi
Rhinopoma macinnesi — вид рукокрилих родини Підковикові (Rhinolophidae).

## Поширення
Країни проживання: Ефіопія, Кенія, Сомалі, Уганда. Цей маловідомий вид пов'язаний з жаркими і помірними пустелями і напівпустелями.

## Загрози та охорона
Може опинитися під загрозою через втрату середовища проживання, хоча це вимагає підтвердження. Цілком можливо, що вид присутній на деяких охоронних територіях.